# SsangYong Rodius

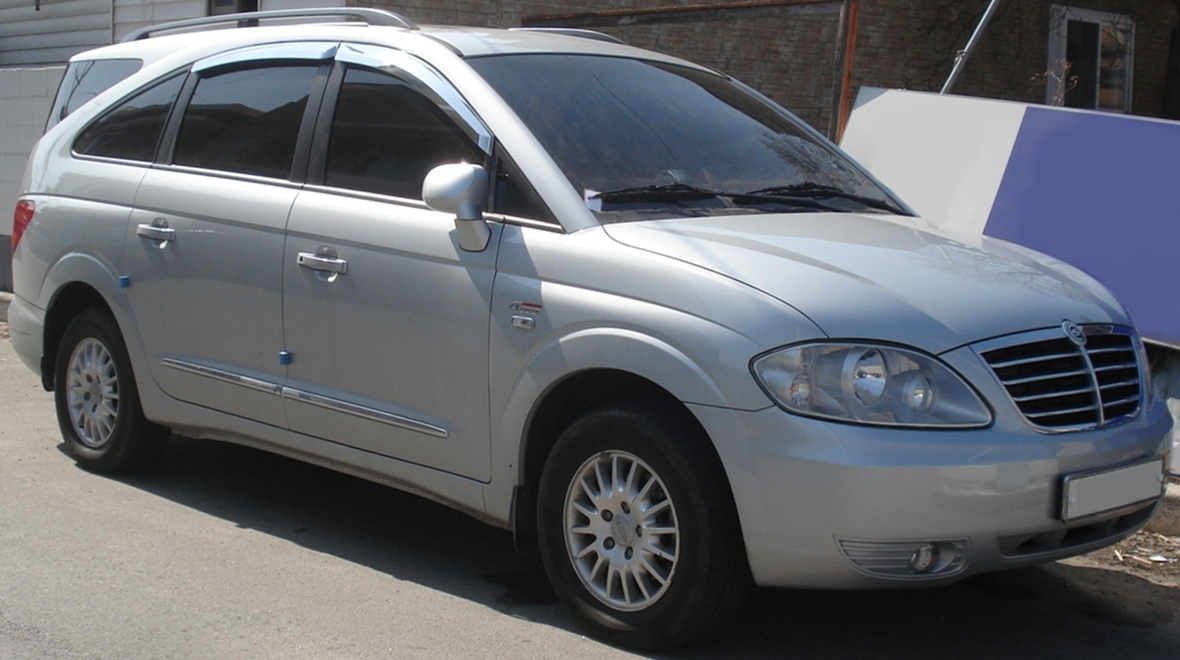
SsangYong Rodius I (2004-2013)

SsangYong Rodius - мінівен корейської компанії SsangYong Motor Company, що випускається з 2004 року. В Австралії і низці інших країн продається як SsangYong Stavic. Доступні різні конфігурації: 7-ми, 9-ти і 11-ти місні. Оригінальний дизайн, здійснений Кеном Грінлі, повинен нагадувати розкішну яхту.
На автосалоні в Женеві на початку 2013 року представлено друге покоління SsangYong Rodius.
Моделі 2013 року отримали два двигуна. Бензиновий 3.2-літровий рядний двигун пропонує 220 кінських сил потужності та 312 Нм. Ще одним силовим агрегатом мінівену другого покоління став 2.0-літровий турбодвигун на 155 кінських сил та 360 Нм. 
Мінівен представлений у S, ES та EX комплектаціях. 
Базова S модель постачається з триточковими ременями безпеки, антиблокувальними гальмами, CD-програвачем, клімат-контролем, подушкою безпеки водія і переднього пасажира, дзеркалами з електроприводом, задніми сидіннями, які можна скласти, передніми і задніми вікнами з електроприводом, передніми протитуманними фарами, запасним колесом, водійським сидінням з налаштуваннями, функцією дистанційного блокування замків та рейлінгами даху. 
Модель ES додасть: литі диски коліс, аудіосистему, водійське та переднє пасажирське сидіння з електроприводом,  підігрів сидінь, шкіряне оздоблення, сенсори паркування та протибуксувальну систему. 
Модель EX може похвалитись: литими дисками, аудіосистемою, круїз-контролем, шкіряними сидіннями та протибуксувальною  системою. 

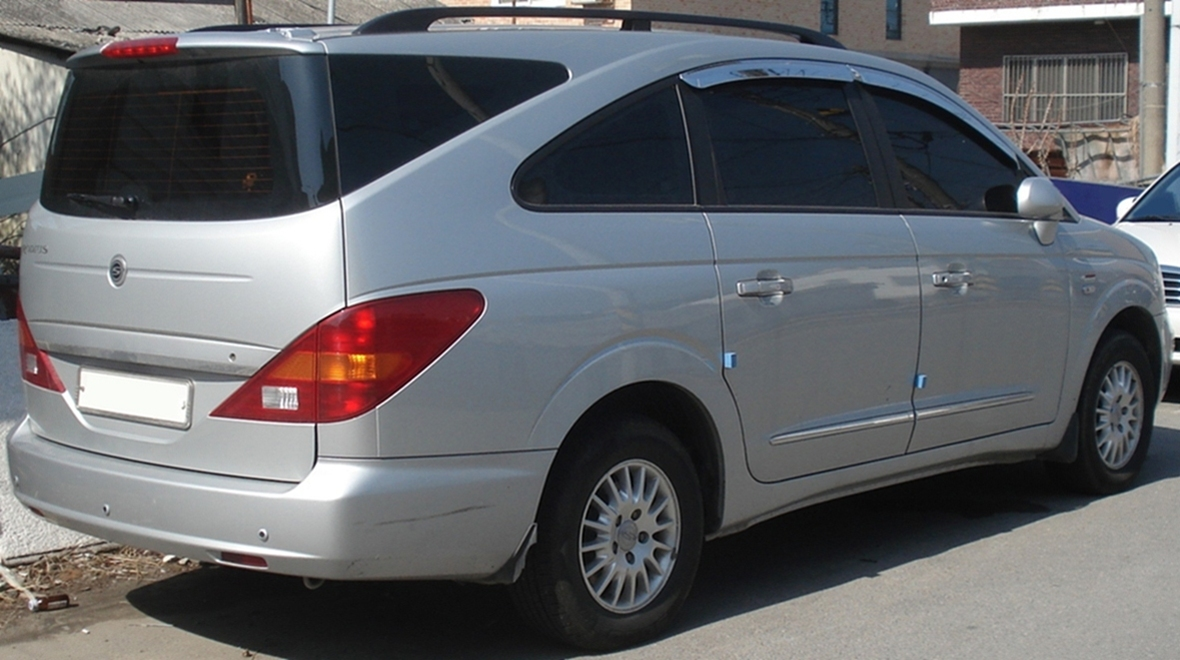
SsangYong Rodius I (2004-2013)
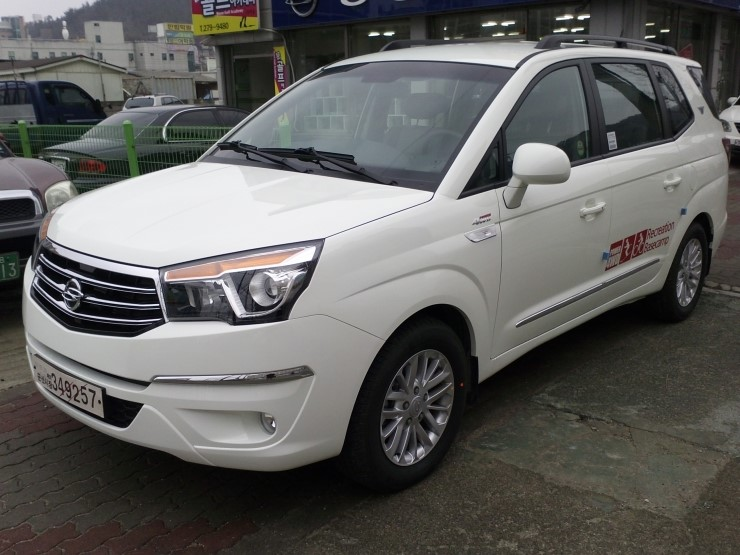
SsangYong Rodius II (з 2013)
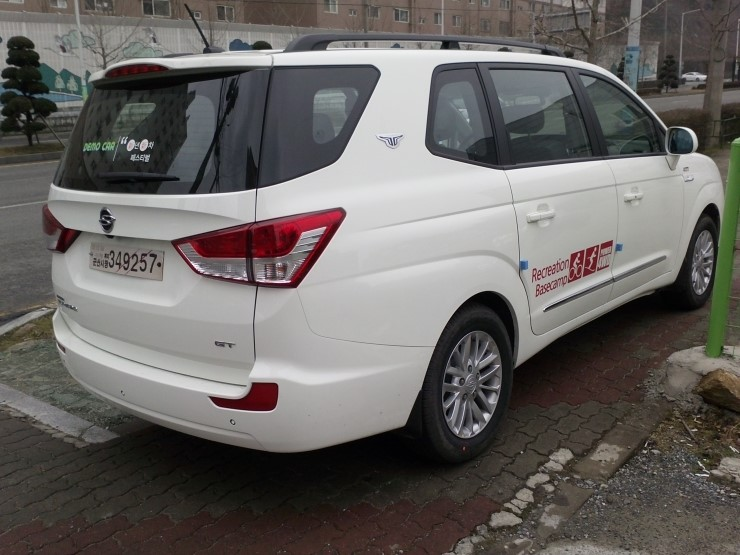
SsangYong Rodius II (з 2013)